# FL Studio Mobile
FL Studio Mobile là một máy trạm âm thanh kỹ thuật số khả dụng cho Android, iOS và Windows UWP.
Phần mềm này cho phép người dùng tạo các dự án âm nhạc được kết hợp từ những âm thanh của các nhạc cụ khác nhau để tạo thành bản nhạc hoàn chỉnh, sau đó nó có thể được xuất sang các định dạng WAV, MP3 và MIDI để hoạt động với các máy trạm âm thanh kỹ thuật số khác hoặc ở định dạng dự án FLM (có sẵn đối với FL Studio 10.0.5 trở lên).  Nhiều tính năng khác nhau bao gồm step sequencer, piano roll, keyboard, drum pad, trình chỉnh sửa bản nhạc, các bộ xử lý âm thanh và 133 âm thanh từ các nhạc cụ khác nhau bao gồm synths và bộ trống. Các công cụ âm thanh cũng có thể được thêm dưới dạng tệp .zip hoặc .instr.

## Phát hành
Ngày 21 tháng 6 năm 2011, Image-Line đã phát hành FL Studio Mobile và FL Studio Mobile HD cùng các phiên bản của Windows máy trạm âm thanh kỹ thuật số FL Studio. FL Studio Mobile được Artua thiết kế và phát triển với sự hợp tác của các nhà sản xuất Music Studio. Image-Line đã phát hành phần mềm với mức giá khởi điểm là 15,99 USD (19,99 USD cho phiên bản HD), và cả hai phiên bản đều có sẵn để tải xuống tại App Store.Tháng 11/tháng 12 năm 2016 Image-Line đã phát hành FL Studio Mobile 3 trên Android (Google Play Store), sau đó là iOS (Apple App Store) và cuối cùng là Windows (Windows App Store). FL Studio Mobile 3 là một ứng dụng hoàn toàn mới được phát triển nội bộ tại Image-Line, thay thế FL Studio Mobile 2 hiện có, phiên bản do Artua phát triển. Giá đã được điều chỉnh giảm xuống còn 14,99 USD. FL Studio Mobile 1.0 tương thích với các thiết bị chạy iOS 3.1.3 trở lên, cụ thể là tất cả các dòng iPhones và iPod Touch. iPad 1 và iPad 2 có thể chạy FL Studio Mobile hoặc FL Studio Mobile HD , với phiên bản HD yêu cầu từ iOS 4.2 trở lên. Phiên bản iPhone 4 hỗ trợ Màn hình Retina.